# Baslieux-sous-Châtillon
Baslieux-sous-Châtillon ist eine französische Gemeinde mit 175 Einwohnern (Stand: 1. Januar 2022) im Département Marne in der Region Grand Est (vor 2016 Champagne-Ardenne). Sie gehört zum Arrondissement Épernay und zum Kanton Dormans-Paysages de Champagne.

## Geographie
Baslieux-sous-Châtillon liegt etwa 30 Kilometer südwestlich von Reims.
Nachbargemeinden von Baslieux-sous-Châtillon sind Cuisles im Norden und Nordwesten, Jonquery im Norden, La Neuville-aux-Larris im Nordosten, Cuchery im Osten, Villers-sous-Châtillon im Süden und Südosten sowie Châtillon-sur-Marne im Süden und Westen.

## Bevölkerungsentwicklung
| Jahr                       | 1962 | 1968 | 1975 | 1982 | 1990 | 1999 | 2006 | 2018 |
| Einwohner                  | 158  | 164  | 158  | 151  | 159  | 173  | 191  | 185  |
| Quellen: Cassini und INSEE |      |      |      |      |      |      |      |      |

## Sehenswürdigkeiten

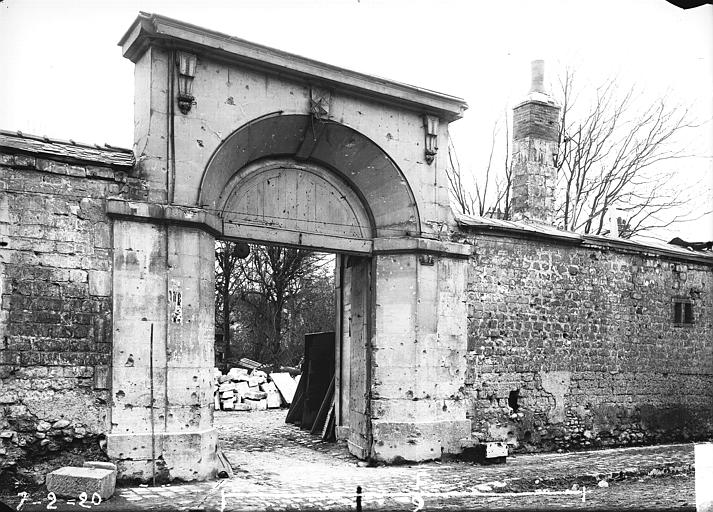
Portal des ehemaligen Priorats von Longeau

- Kirche Saint-Léger
- früheres Priorat von Longeau